# NGC 4485
NGC 4485 is een onregelmatig sterrenstelsel in het sterrenbeeld Jachthonden. Het hemelobject werd op 14 januari 1788 ontdekt door de Duits-Britse astronoom William Herschel.

## Synoniemen
- UGC 7648
- MCG 7-26-13
- ZWG 216.7
- KCPG 341A
- Arp 269
- VV 30
- PGC 41326